# Sant Pere Sallavinera
Sant Pere Sallavinera és un municipi situat a la comarca de l'Anoia pertanyent a l'Alta Segarra. S'anomenava Sallavinera fins al 1984.
El topònim prové de la parròquia formada al castell de Sallavinera que era al poble actual de la Llavinera (amb l'article salat sa, sa Llavinera). Sembla derivar del llatí ipsa lavinaria, «la caiguda d'aigua», o de llavinera, «canal d'aigua». En els primers censos del segle xix es va registrar San Pedro de Salaviñera després canviat a Salavinera. El 1933 es va recuperar el mateix nom actual, modificat el 1937 a Sallavinera d'Anoia en el context revolucionari contra l'hagiotoponímia. Durant el franquisme es va tornar al nom anterior fins al 1983.
| Entitat de població   | Habitants (2023) |
| Sant Pere Sallavinera | 78               |
| la Llavinera          | 31               |
| Querosa, la           | 21               |
| Boixadors             | 20               |
| la Fortesa            | 13               |
| Font: Idescat         |                  |

## Geografia
- Llista de topònims de Sant Pere Sallavinera (Orografia: muntanyes, serres, collades, indrets..; hidrografia: rius, fonts...; edificis: cases, masies, esglésies, etc)

## Demografia
| 1497 f | 1515 f | 1553 f | 1717 | 1787 | 1857 | 1877 | 1887 | 1900 | 1910 |
| ------ | ------ | ------ | ---- | ---- | ---- | ---- | ---- | ---- | ---- |
| 23     | 26     | 36     | 135  | 57   | 394  | 292  | 268  | 300  | 330  |

| 1920 | 1930 | 1940 | 1950 | 1960 | 1970 | 1981 | 1990 | 1992 | 1994 |
| ---- | ---- | ---- | ---- | ---- | ---- | ---- | ---- | ---- | ---- |
| 344  | 377  | 382  | 353  | 302  | 224  | 183  | 185  | 177  | 177  |

| 1996 | 1998 | 2000 | 2002 | 2004 | 2006 | 2008 | 2010 | 2012 | 2014 |
| ---- | ---- | ---- | ---- | ---- | ---- | ---- | ---- | ---- | ---- |
| 167  | 164  | 155  | 149  | 156  | 171  | 171  | 168  | 163  | 162  |

| 2016 | 2018 | 2020 | 2022 | 2024 | 2026 | 2028 | 2030 | 2032 | 2034 |
| ---- | ---- | ---- | ---- | ---- | ---- | ---- | ---- | ---- | ---- |
| 158  | 155  | 151  | 167  | 158  | -    | -    | -    | -    | -    |

### Grups d'edat[calcitació]
| Edat            | Persones |
| --------------- | -------- |
| de 0 a 14 anys  | 31       |
| de 15 a 64 anys | 86       |
| de 65 a 84 anys | 34       |
| 84 anys i més   | 11       |

Com podem veure la majoria d'habitants de sant Pere Sallavinera tenen entre 15 i 64 anys

## Punts d'interès
| Punts d'interès                   | Fotografía                         | Descripció |
| --------------------------------- | ---------------------------------- | --- |
| Pi de l'Àguila                    |                                    | El Pi de l'Àguila és una collada de 791,5 metres d'altitud a cavall dels termes municipals de la Molsosa, |
| Sant Jordi de la Llavinera        | Capella Sant Jordi de la Llavinera | Sant Jordi de la Llavinera, capella del segle XVI-XVII, situada dins el nucli de la Llavinera. És un edifici de planta rectangular, molt modificat al llarg del temps i restaurat modernament. Està documentada des de l'any 1626. |
| Esglesia de Sant Pere Sallavinera |                                    | Sant Pere Sallavinera és una església de Sant Pere Sallavinera (Anoia) inclosa a l'Inventari del Patrimoni Arquitectònic de Catalunya, situat a Sant Pere Sallavinera.                                                             |
| Castell de Boixadors              |                                    | El castell de Boixadors és un edifici del municipi de Sant Pere Sallavinera (Anoia). És encimbellat dalt d'un turó en una posició privilegiada.                                                                                    |